# Zentralbank von Brasilien
Die Banco Central do Brasil (BCB) ist die Zentralbank Brasiliens und wurde am 31. Dezember 1964 per Erlass des Gesetzes Nr. 4595 gegründet. Seit dem 24. Februar 2021 ist die Bank autonom.
Wie andere Zentralbanken auf der ganzen Welt ist die BCB als führende Behörde für die Überwachung der monetären Stabilität der Landeswährung, dem Real zuständig. Die BCB erhält die Machtbefugnisse aus drei unterschiedlichen Institutionen: von der Oberaufsicht von Geld und Kredit, der Superintendência da Moeda e do Crédito, (SUMOC), der Banco do Brasil und vom Fiskus.
Am 28. Februar 2019 wurde Roberto Campos Neto neuer Präsident der BCB in Nachfolge von Ilan Goldfajn.
| Zinssatz                                                    | Höhe            |
| ----------------------------------------------------------- | --------------- |
| Europäische Zentralbank (gültig ab: 12. März 2025)          |                 |
| Einlagesatz (deposit facility rate)                         | 2,50 %          |
| Hauptrefinanzierungssatz (main refinancing operations rate) | 2,65 %          |
| Spitzenrefinanzierungssatz (marginal lending facility rate) | 2,90 %          |
| Schweizerische Nationalbank (gültig ab: 13. Dezember 2024)  |                 |
| SNB Leitzins                                                | 0,50 %          |
| Federal Reserve System (gültig ab: 19. Dezember 2024)       |                 |
| Federal-Funds-Rate-Zielband                                 | 4,25 bis 4,50 % |
| Primary Credit Rate                                         | 4,50 %          |
| Bank of Japan (gültig ab: 27. Januar 2025)                  |                 |
| Overnight Call Rate                                         | 0,50 %          |
| Bank of England (gültig ab: 6. Februar 2025)                |                 |
| Official Bank Rate                                          | 4,50 %          |
| Chinesische Volksbank (gültig ab: 21. Oktober 2024)         |                 |
| Diskontsatz (one-year lending rate)                         | 3,10 %          |
| Reserve Bank of India (gültig ab: 7. Februar 2025)          |                 |
| Repo rate                                                   | 6,25 %          |